# Zgniłe Błoto
Zgniłe Błoto est une localité polonaise de la gmina d'Aleksandrów Łódzki, située dans le powiat de Zgierz en voïvodie de Łódź.